# 大门巷
大门巷，是位于中国北京市西城区中部的一条胡同。现已无存。

## 简介
大门巷是一条南北走向的胡同。北到成方街，南到卧佛寺街（1957年扩建为复兴门内大街），长度很短。其地位于北京长途电话大楼的西侧。1986年，大门巷拆迁，建成中国人民银行。大门巷的旧址位于中国人民银行与北京长途电话大楼之间。